# Binaural
Binaural är det sjätte musikalbumet av Pearl Jam.

## Låtlista
Sida ett
1. Breakerfall - 2:22
2. God's Dice - 2:28
3. Evacuation - 2:58
4. Light Years - 5:09

Sida två
1. Nothing as It Seems - 5:25
2. Thin Air - 3:35
3. Insignificance - 4:31

Sida tre
1. Of the Girl - 5:10
2. Grievance - 3:17
3. Rival - 3:41

Sida fyra
1. Sleight of Hand - 4:50
2. Soon Forget - 1:49
3. Parting Ways - 7:18